# Rusty Records
La Rusty Records è una etichetta discografica indipendente italiana fondata nel 1968.
L'etichetta ha sotto contratto, tra i vari artisti, Antonio Maggio, vincitore della sezione Giovani del Festival di Sanremo 2013, il gruppo sardo Tazenda e la cantante piemontese Chiara Dello Iacovo, seconda classificata al Festival di Sanremo 2016.

## Storia
L'etichetta venne fondata nel 1968 da Gianni Rugginenti, proprietario anche di una casa editrice (la Rugginenti Editore), che entrò nel mondo della musica.
Tra i primi gruppi di successo lanciati dalla Rusty vi sono i Mnogaja Leta Quartet, quartetto vocale specializzato in gospel e spiritual; negli stessi anni (dal 1968 al 1971) furono pubblicati cinque album antologici di Silvana Fioresi con reincisioni del suo repertorio (con arrangiamenti del maestro Dino D'Alba) e dischi di musica sacra del Maestro Marcello Giombini.
Nel decennio successivo l'etichetta si avvicina al rock progressivo, pubblicando i dischi gruppi come Lydia e gli Hellua Xenium e il sestetto di Lecco Messaggio 73, oltre che cantautori di ispirazione cristiana come Roberto Bignoli.
Nel 1996 l'attività è passata al figlio di Gianni, Maurizio Rugginenti.

## Catalogo
Per la datazione ci si basa sull'etichetta del disco, o sul vinile o, infine, sulla copertina, qualora nessuno di questi elementi avesse una datazione, ci si basa sulla numerazione del catalogo, se esistenti, sono riportati oltre all'anno il mese e il giorno (quest'ultimo dato si trova, a volte, stampato sul vinile).

### Album
| Numero di catalogo | Anno | Interprete                | Titolo                                     |
| ------------------ | ---- | ------------------------- | ------------------------------------------ |
| RRS 30331          | 1969 | Mnogaja Leta Quartet      | Old Time Religion                          |
| RRS 30332          | 1970 | Mnogaja Leta Quartet      | Canti della gloria                         |
| RRS 30334          | 1970 | Marina Valmaggi           | Cantate al signore un canto nuovo          |
| RRS 30335          | 1970 | Marina Valmaggi           | Voi ch'amate lo criatore                   |
| RRS 330337         | 1972 | Giacomo Calabrese         | I canti di Camaldoli                       |
| RRS 330338         | 1972 | Mnogaja Leta Quartet      | Kumbaya                                    |
| RRS 303313         | 1974 | Coro della Gioia          | La gioia della foresta                     |
| RRS 303314         | 1975 | Coro della Gioia          | Gioia pace amore                           |
| RRS 303316         | 1975 | Zafra                     | Canzoni per l'assemblea dei cristiani      |
| RRS 303318         | 1976 | Stefano Varnavà           | ...e se anche non ci conosciamo pace a te! |
| RRS 303319         | 1976 | Gli Anawim                | Quattro cristiani in giro per il mondo     |
| RRS 303320         | 1977 | Gruppo Comunità Aperta    | Per le strade della libertà                |
| RRS 303321         | 1977 | Gli Anawim                | Missione: uomo                             |
| RRS 303322         | 1977 | Messaggio 73              | Una ragione per vivere                     |
| RRS 303323         | 1977 | Pier Angelo Sequeri       | In cerca d'autore                          |
| RRS 303324         | 1978 | Gruppo Comunità Aperta    | L'amore è                                  |
| RRS 303325         | 1978 | Gli Anawim                | Concerto di Natale                         |
| RRS 303326         | 1979 | Gruppo Comunità Aperta    | Il mondo che vorrei                        |
| RRS 303327         | 1979 | Marina Valmaggi           | Canzoni spirituali                         |
| RRS 303328         | 1980 | Pier Angelo Sequeri       | E mi sorprende                             |
| RRS 303330         | 1981 | Comunità Casa del Giovane | La strada del ritorno                      |
| RRS 303332         | 1981 | Gruppo Misericordia       | Fin dal principio                          |
| RRS 303333         | 1981 | La Strada                 | Cantando la vita                           |
| RRS 303336         | 1982 | Gli Emmanuel              | La vita è un dono                          |
| RRS 303337         | 1982 | Amelio Cimini             | Una vita per l'amore                       |
| RRS 303339         | 1982 | Marina Valmaggi           | Itinerario                                 |
| RRS 303340         | 1982 | Luigi Maci                | Pregando al crepuscolo                     |
| RRS 303344         | 1985 | Pier Angelo Sequeri       | Come un desiderio                          |
| RRS 303349         | 1985 | Aurora                    | Quando la vita è amore                     |
| RRS 303353         | 1988 | Roberto Bignoli           | Ho visto la croce                          |

### EP
| Numero di catalogo | Anno | Interprete        | Titolo                       |
| ------------------ | ---- | ----------------- | ---------------------------- |
| RRS 10441          | 1972 | Giacomo Calabrese | Canti liturgici di Camaldoli |

### Singoli

#### Serie 1xx
| Numero di catalogo | Anno | Interprete                     | Titolo                                        |
| ------------------ | ---- | ------------------------------ | --------------------------------------------- |
| RR 101             | 1969 | Luca & Damiano                 | La mia preghiera/La primavera della vita      |
| RR 103             | 1970 | Luciano Kitten                 | Signore grazie/A Maria                        |
| RR 105             | 1971 | Luciano Kitten                 | Missionario che parti/Grazie per questi amici |
| RR 106             | 1972 | Marina Valmaggi                | Laudato si'/La mia strada                     |
| RR 107             | 1973 | Marina Valmaggi                | Esci dalla tua terra/Zaccheo                  |
| RR 108             | 1973 | Gente viva                     | Il seme/Che siano una sola cosa               |
| RR 111             | 1976 | Pier Angelo Sequeri            | Primavera/Dopo tutto, del resto, veramente    |
| RR 112             | 1976 | Pier Angelo Sequeri            | Vocazione/Io domando                          |
| RR 113             | 1976 | The Green Sound                | Sogni verdi/Nascerà                           |
| RR 114             | 1976 | Marco Carenini e Alberto Porro | Dio ha le tue mani/Tema della partecipazione  |
| RR 115             | 1976 | Gli Anawim                     | Ridammi il mio passato/Umanità                |
| RR 116             | 1977 | Gli Anawim                     | Aiutami a cambiare/Cambiare questo mondo      |
| RR 117             | 1977 | Gli Anawim                     | Il nostro figlio/Andata e ritorno             |
| RR 119             | 1977 | Pier Angelo Sequeri            | Symbolum '77/Un miracolo di fiori             |
| RR 120             | 1977 | Messaggio 73                   | Poema/Adagio                                  |
| RR 121             | 1977 | Messaggio 73                   | Concerto pop/La scelta                        |
| RR 122             | 1978 | Gli Anawim                     | A te mamma/Sospiri di cielo                   |
| RR 123             | 1978 | Zafra                          | I due liocorni/Ci mangeremo la luna           |
| RR 128             | 1981 | Raor MR                        | Cantiamo la vita/Popolo nuovo                 |
| RR 131             | 1981 | Pier Angelo Sequeri            | Madre io vorrei/Dolce è la sera               |
| RR 133             | 1981 | Pier Angelo Sequeri            | Ma la tua parola (Symbolum '80)/Accoglimi     |
| RR 136             | 1981 | Fabio Bertin                   | Creatura innocente/Povero schiavo             |
| RR 138             | 1982 | Marina Valmaggi                | Itinerario/Fiore di campo                     |
| RR 140             | 1982 | Redemptio                      | Ci sono giorni/Gioia di salvezza              |

#### Serie 2xx
| Numero di catalogo | Anno | Interprete                | Titolo                           |
| ------------------ | ---- | ------------------------- | -------------------------------- |
| RR 203             | 1973 | Lydia e gli Hellua Xenium | Guai a voi!/Invocazione          |
| RR 207             | 1974 | Coro della Gioia          | L'acqua del Lamner/Pedala pedala |

#### Serie 3xx
| Numero di catalogo | Anno | Interprete           | Titolo                                        |
| ------------------ | ---- | -------------------- | --------------------------------------------- |
| RR 301             | 1968 | Mnogaja Leta Quartet | Pim pam/Lui mi ha dato                        |
| RR 302             | 1968 | Mnogaja Leta Quartet | Mondo nuovo/La traccia                        |
| RR 303             | 1969 | Mnogaja Leta Quartet | Down by the Riverside/You'll Never Walk Alone |